# ブノアの聖母
『ブノアの聖母』（ブノアのせいぼ、伊: Madonna Benois）は、ルネサンス期のイタリア人芸術家レオナルド・ダ・ヴィンチが1478年に描いた絵画。1914年以来、サンクトペテルブルクのエルミタージュ美術館が所蔵している。『花と聖母子』とも呼ばれ、レオナルドが1478年10月から制作を開始したと記録に残る二点の聖母子像の一つだと考えられている。もう一つの聖母子像はミュンヘンのアルテ・ピナコテークが所蔵する『カーネーションの聖母』だとされている。
『ブノアの聖母』はアンドレア・デル・ヴェロッキオのもとで徒弟修業を積んでいたレオナルドが、画家として独り立ちして最初に描いた作品だと言われている。レオナルドが描いた『ブノアの聖母』の下絵の習作が二点、大英博物館に所蔵されている。これらの習作と『ブノアの聖母』そのものから、レオナルドが視覚理論を追求していたことが分かる。当時の考えでは人間の目からは、もっとも重要なものを視野の中心にとらえる光が発せられるとされていた。『ブノアの聖母』のマリアに抱かれた幼児キリストは、母マリアの手によって視線を花に導かれている。
「花と聖母子」はレオナルドの絵画のなかでも、もっとも有名な構成の作品の一つだった。ルネサンス期の若き画家たちに幾度となく模倣されており、2004年にロンドンのナショナル・ギャラリーが購入したラファエロの『カーネーションの聖母』（1506年 - 1507年頃）も、『ブノアの聖母』の影響を受けた作品である。
『ブノアの聖母』は数世紀にわたって行方不明となっていた。そして、1909年に建築家レオン・ブノアがサンクトペテルブルクで展示開催した、義父の美術品コレクションに『ブノアの聖母』が含まれていたことが世界中の耳目を集めた。『ブノアの聖母』は1870年代に著名な鑑定家アレクセイ・コルサコフがイタリアから購入してロシアに持ち込んだと考えられている。コルサコフの死後にその息子がアストラハンの貿易商サポジニコフに1400ルーブルで売却し、1880年にブノア家が『ブノアの聖母』を相続した。作者をめぐる多くの論争ののちに、レオン・ブノアは1914年に『ブノアの聖母』をエルミタージュ美術館に売却した。『ブノアの聖母』の売買を仲介したのは、画家で著名な美術品収集家でもあったエルンスト・フリードリヒ・フォン・リプハルト (Ernst Friedrich von Liphart) で、『ブノアの聖母』がレオナルドの真作であると正確に鑑定した人物でもあった。エルンストの父カール (Karl) も著名なレオナルドの研究家だった。